# لينوكس غرافتون
لينوكس غرافتون هي مهندسة معمارية كندية، ولدت في 1920 في بروكس في كندا، وتوفيت في 24 مارس 2017 في لاكومب في كندا.